# 1972 en Italie
Chronologie de l'Italie
- 1968
- 1969
- 1970
- 1971
- 1972
- 1973
- 1974
- 1975
- 1976

## Événements
- 15 janvier : les républicains italiens ayant rallié l’opposition, le gouvernement Emilio Colombo démissionne[1].
- 25 janvier-14 juin : séquence de tremblements de terre à Ancône[2].

- 17 février : Giulio Andreotti forme un gouvernement DC homogène[1].
- 26 février : comme le gouvernement italien n’obtient pas la confiance du Sénat, le président de la République dissout les Chambres. Le gouvernement Andreotti assure les affaires courantes[1].

- 13 - 17 mars : XIIIe congrès du parti communiste italien à Milan. Luigi Longo est élu président du parti ; Enrico Berlinguer devient secrétaire général[3].
- 14 mars : l'éditeur milanais Giangiacomo Feltrinelli, fondateur du Gruppi d'Azione Partigiana, saute avec la bombe qu’il installait sur un pylône à haute tension à Segrate, près de Milan[4].

- 5 mai : le Douglas DC-8 assurant le vol AZ 112 d'Alitalia, entre l'aéroport de Rome Fiumicino et celui de Palerme Falcone-Borsellino s'écrase lors de la phase d'atterrissage contre la montagne Longa. L'accident fait 115 victimes, notamment le réalisateur Franco Indovina, Cestino, le fils du joueur et entraîneur de football tchèque Čestmír Vycpálek et Angela Fais, journaliste au quotidien L'Ora[5].

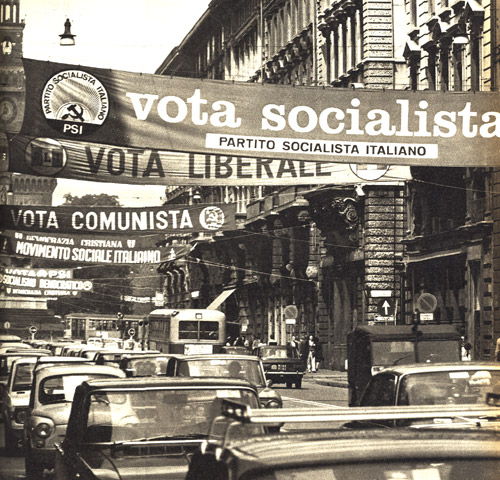
Banderoles pour la campagne électorale de 1972 à Milan.

- 7 mai : élections politiques. La DC obtient 38,8 % des voix, le PCI 27,2 %, les parti socialiste 9,6 %[6]. La gauche extraparlementaire n’obtient qu’un million de voix. Les mouvements révolutionnaires se radicalisent[7].
- 17 mai : assassinat à Milan du commissaire Luigi Calabresi par un commando de l'organisation d'extrême gauche Lotta continua[8].
- 21 mai : la Pietà de Michel-Ange est mutilée à coups de marteau par un déséquilibré, Laszlo Toth[9].
- 25 mai : ouverture de la VIe législature de la République italienne[1].
- 31 mai : l'explosion d'une voiture piégée à Peteano tue trois carabiniers[10].

- 26 juin : Giulio Andreotti fonde son second gouvernement en Italie avec la participation des libéraux et des sociaux-démocrates[1].

- 10 juillet : dissolution du Parti démocratique italien d'unité monarchiste qui fusionne avec le MSI[11].
- 13 juillet : dissolution du Parti socialiste italien d'unité prolétarienne qui fusionne avec le PCI ; une minorité du parti rejoint le PSI[12].
- 24 juillet : les trois principales centrales syndicales italiennes (CGIL, CISL, UIL) se regroupent dans une fédération (Federazione CGIL, CISL, UIL (it))[13].

- 4 août : sabotage de trois réservoirs de pétrole brut de la raffinerie SIOT à Trieste, revendiqué par l'organisation terroriste palestinienne Septembre Noir[14].
- 16 août : découverte des bronzes de Riace[15].

- 21 septembre : l'île sarde de Santo Stefano est concédée aux États-Unis comme base d'appui pour les sous-marins nucléaires[16].

- 22 octobre : lancement de la Fiat 126[17].
- 26 octobre : décrets qui introduisent la taxe sur la valeur ajoutée et la taxe communale sur la plus-value des biens immobiliers[18].

- 26 novembre : tremblement de terre de Montefortino dans la région des Marches[19].

- 15 décembre : 
  - loi n° 773 dite loi Valpreda modifiant le code de procédure pénale afin d'accélérer et de simplifier les procédures. Elle supprime l'interdiction d'accorder la liberté provisoire aux personnes accusées d'un crime pour lequel l'arrestation est obligatoire, disposition qui permet la libération de l'anarchiste Pietro Valpreda qui est en prison sans procès depuis trois ans[20].
  - loi n° 772 qui autorise l'objection de conscience au service militaire[21].

## Culture
- Giorgio Strehler prend la direction du Piccolo Teatro di Milano.

### Cinéma
- 22 juillet : 17e cérémonie des David di Donatello.
- Box-office Italie 1972-1973

#### Films italiens sortis en 1972
- 23 mars : Bianco, rosso e... (Une bonne planque) film franco-hispano-italien réalisé par Alberto Lattuada.
- 23 octobre : La prima notte di quiete (Le Professeur), film franco-italien réalisé par Valerio Zurlini
- 25 octobre : Lo scopone scientifico (L'Argent de la vieille), film de Luigi Comencini.

#### Mostra de Venise
- Lion d'or :
- Coupe Volpi pour la meilleure interprétation féminine :
- Coupe Volpi pour la meilleure interprétation masculine :

### Littérature

#### Livres parus en 1972
- Il viaggio misterioso d'Alberto Bevilacqua (Rizzoli)

#### Prix et récompenses
- Prix Strega : Giuseppe Dessì, Paese d'ombre (Mondadori)
- Prix Bagutta : Anna Banti, Je vous écris d'un pays lointain (Mondadori)
- Prix Campiello : Mario Tobino, Per le antiche scale
- Prix Napoli : Saverio Strati, Noi lazzaroni, (Mondadori)
- Prix Viareggio : Romano Bilenchi, Il bottone di Stalingrado

## Naissances en 1972
- 6 juin : Cristina Scabbia, chanteuse, du groupe Lacuna Coil.
- 10 juin : Mattia Torre, scénariste, dramaturge et metteur en scène.  († 19 juillet 2019)

## Décès en 1972
- 1er janvier : Pietro Linari, 75 ans, coureur cycliste, professionnel de 1921 à 1936, vainqueur de Milan-San Remo en 1924. (° 15 octobre 1896)
- 29 avril : Juti Ravenna, 74 ans, peintre, proche du post-impressionnisme vénitien. (° 26 décembre 1897)
- 14 septembre : Arnaldo Carli, 71 ans, coureur cycliste sur piste, champion olympique de poursuite par équipes aux Jeux olympiques de 1920 à Anvers. (° 30 juillet 1901)
- 20 décembre : Guido Marussig, 87 ans, peintre et graveur, se rattachant au mouvement du symbolisme. (° 14 décembre 1885)